# Gojira VS Destroyer
Gojira VS Destoroyah (ゴジラVSデストロイア?, Gojira tai Desutoroia, lett. "Godzilla vs. Destroyer") è un film giapponese del 1995, diretto da Takao Okawara e con effetti speciali di Kōichi Kawakita.
È il ventiduesimo episodio della serie cinematografica dedicata al mostro (kaijū) Godzilla e l'ultimo capitolo della serie Heisei. Inizialmente, il film doveva rappresentare l'ultima avventura del dinosauro mutante, poiché si conclude con la morte di quest'ultimo. È stato distribuito in America nel 1999 con il titolo Godzilla vs. Destoroyah. In Italia è inedito.

## Trama
1996, Birth Island: la residenza del re dei mostri viene distrutta misteriosamente. Contemporaneamente, il mostro Godzilla, con la pelle ricoperta di ferite ardenti, attacca la città di Hong Kong.
Lo studente Kenichi Yamane, nipote adottivo del professor Yamane, ritiene che Godzilla non sia più in grado di contenere le reazioni nucleari all'interno del suo corpo: se l'intera potenza di Godzilla eruttasse, l'esplosione conseguente distruggerebbe l'intero Giappone, considerate le notevoli dimensioni del mostro. In altre parole, Godzilla si è trasformato in una gigantesca bomba atomica ambulante. Per impedire ciò, la G-Force inizia a studiare gli effetti del micro-ossigeno, simili a quelli del distruttore di ossigeno (l'Oxygen Destroyer), la bomba che neutralizzò Godzilla nel 1954.
Intanto, nelle fogne di Tokyo e in un acquario, cominciano a svilupparsi strane creature simili a crostacei in grado di emettere il micro-ossigeno. Probabilmente, questi animali sono stati creati proprio dal distruttore d'ossigeno più di quarant'anni prima e vengono dunque chiamati Destroyer.
Godzilla comincia ad avvicinarsi al Giappone: viene dunque mobilitata la fregata volante Super X-3, a forma di Space Shuttle, discendente del Super X e del Super X-2, al cui comando si trova Sho Kuroki, già comandante del Super X-2. Usando missili anti-radiazioni basati sul cadmio, la fregata volante riesce a congelare Godzilla.
Una squadra armata irrompe nel palazzo dove si sono nascosti i Destroyer. Tuttavia, l'attacco fallisce e i mostri escono allo scoperto, attaccando Tokyo.
Intanto, Miki Saegusa, protagonista dei precedenti film, scopre che i propri poteri mentali stanno lentamente svanendo. Con l'aiuto di una sua amica ESP, richiama telepaticamente Godzilla Junior, sopravvissuto alla distruzione di Birth Island. Ora è quasi identico al padre, tranne per il fatto che è di dimensioni più ridotte.
I Destroyer, attaccati dai Maser dell'esercito giapponese, si fondono in un unico gigantesco mostro simile a un drago, Destoroyah, che Godzilla Junior affronta, finendo per avere la peggio quando il mostro cambia forma. A questo punto compare Godzilla, che affronta insieme al figlio Destoroyah. Godzilla Junior viene colpito a morte e quindi, infuriato per la perdita del figlio, Godzilla attacca Destoroyah. Dopo un durissimo combattimento, Destoroyah in fin di vita si alza in volo per fuggire, ma viene ucciso dal Super X-3.
La potenza nucleare sta per eruttare da Godzilla, ma prima della catastrofe, la fregata volante bombarda il mostro con missili al cadmio, che invece di esplodere si scioglie e muore inesorabilmente.
Tokyo è inabitabile a causa delle radiazioni e tutti, soprattutto Miki (che ha perso tutti i suoi poteri: il legame che la univa a Godzilla era nato quando il re dei mostri aveva ucciso nel 1984 i genitori della ragazza), piangono la morte di un mostro che, nonostante avesse ucciso milioni di persone, aveva difeso in varie occasioni il genere umano. Inaspettatamente, però, le radiazioni cominciano a svanire, i poteri di Miki ricompaiono e dal fumo compare Godzilla Junior, ormai diventato un Godzilla adulto grazie alle radiazioni assorbite dal padre.

## Produzione
Poiché Gojira VS Mekagojira e Gojira VS Spacegojira non riuscirono a essere redditizi come Godzilla contro Mothra, il produttore Shogo Tomiyama annunciò nell'estate del 1995 che il prossimo film della serie sarebbe stato l'ultimo. Lo sceneggiatore Kazuki Ōmori inizialmente propose un abbozzo intitolato Godzilla contro Godzilla, in cui l'attuale Godzilla avrebbe combattuto lo spettro del Godzilla del 1954, ma l'idea fu scartata. In ogni caso, il riferimento al film originale fu mantenuto con la reintroduzione del distruttore d'ossigeno, l'arma che uccise il primo Godzilla quaranta anni prima. Nella sceneggiatura originale, la battaglia finale si sarebbe ambientata a World City, un progetto urbano da 2,35 miliardi di dollari che a quel tempo era ancora in costruzione. Yukio Aoshima, il governatore di Tokyo, scartò il progetto, in quanto impopolare fra i cittadini, costringendo così i produttori del film ad ambientare la battaglia all'Aeroporto Internazionale di Tokyo. Toho promosse il film spargendo cartelloni con il testo "Godzilla muore."
Cinque giorni prima della distribuzione del film, fu eretta una scultura di bronzo di Godzilla nel distretto di Hibiya. Dopo la distribuzione del film, gli studi di Toho furono bombardati da lettere di protesta che chiedevano insistentemente la resurrezione di Godzilla. Alcuni fan della serie si riunirono attorno alla scultura per offrirle monete da 10-100 yen e tabacco. Almeno un'agenzia di viaggi commemorò la morte di Godzilla offrendo guide turistiche nelle zone distrutte da Godzilla durante la sua carriera quarantennale. I portavoce di Toho assicurarono al pubblico che la morte di Godzilla non era permanente e che intendevano risuscitarlo nel 2005.

### Effetti speciali
Il direttore degli effetti speciali Koichi Kawakita inizialmente immaginava il Godzilla morente come una creatura luminosa, ricoprì un costume di Godzilla con vernice luminosa e nastri adesivi riflettenti ma il risultato pareva troppo innaturale. Infine si ricoprirono parti del corpo del costume utilizzato in Gojira VS Spacegojira con duecento lampadine arancioni, coprendoli con pezzi di vinile trasparente. Il costume risultante si dimostrò molto scomodo per l'attore Kenpachiro Satsuma, poiché il cavo che alimentava le lampadine aggiungeva del peso al costume e l'anidride carbonica emessa dal costume lo aveva quasi soffocato per ben sei volte. Per lo scontro con il Super X-3 fu usato il costume, ormai sacrificabile, già utilizzato in Gojira VS Mekagojira, poiché l'azoto liquido usato durante la scena avrebbe danneggiato irreparabilmente il costume.
Sia Godzilla Junior sia Destoroyah furono raffigurati con il tradizionale metodo di attori in costume, ma, essendo il costume di Godzilla Junior della stessa grandezza di quello di Godzilla, si utilizzò una piccola marionetta meccanica durante le scene in cui Godzilla Junior interagisce con suo padre. Durante la scena nella quale le Forze di autodifesa giapponesi bombardano i Destoroyah immaturi, le creature furono raffigurate con dei giocattoli meccanici di Bandai. Kawakita fece utilizzo della CGI più che nei film precedenti, soprattutto durante il congelamento di Godzilla da parte del Super X-3, le scene con gli elicotteri, le schematiche sui computer e la morte di Godzilla.

## Colonna sonora
Il compositore Akira Ifukube, che in precedenza aveva rifiutato di comporre la musica di Gojira VS Spacegojira, accettò di unirsi al progetto, in quanto sentiva che, avendo assistito alla nascita di Godzilla quaranta anni prima, fosse giusto assistere alla sua morte. Ifukube inizialmente intendeva dare ad ogni forma di Destoroyah un proprio tema musicale, ma infine diede a tutte loro lo stesso motivo. Scelse di non usare il tema del distruttore di ossigeno presente nel film del 1954, in quanto quel tema era illustrativo della tragedia del suo creatore e quindi inappropriato per un mostro. Nel descrivere la sua composizione del tema della morte di Godzilla, disse che si trattò della composizione più difficile della sua carriera e che il suo approccio fu come se stesse scrivendo la propria marcia funebre.